# リーフ・エリクソン
リーフ・エリクソン（Leif Erickson、1911年10月27日 - 1986年1月29日）は、アメリカ合衆国の俳優。

## 出演作品
- D.C.キャブ
- ロッキー2
- 悪魔の棲む村
- 合衆国最後の日
- 誇り高きインディアンの英雄・ウィンターホーク
- 実録・テロの生贄／誘拐！令嬢パトリシア（プレスコット）
- 600万ドルの男／対決!サイボーグ国際誘拐シンジケート
- 盗賊と馬と拳銃と
- 恐怖のエアポート（マーティ・トレリーヴァン）
- ハイ・シャパラル
- 蜃気楼
- 大いなる野望
- 青春カーニバル
- 血だらけの惨劇
- ミサイル空爆戦隊
- 若き獅子たち
- よろめき休暇
- 葡萄の季節
- お茶と同情
- イスタンブール
- 必殺の一弾
- 雨の朝巴里に死す
- 波止場
- 惑星アドベンチャー スペース・モンスター襲来!（ジョージ・マクリーン）
- 勝負に賭ける男
- カービン銃第一号
- 凸凹海賊船
- わが心に歌えば
- 高い標的
- シマロン・キッド
- 底抜け艦隊
- ショウ・ボート
- 三人の秘密
- ダラス
- ジャンヌ・ダーク
- 私は殺される
- 蛇の穴
- 荒鷲戦隊
- アラビアン・ナイト
- 凸凹宝島騒動
- 百万弗大放送
- ワイキキの結婚
- 征服
- 青春ホテル
- ネバダ颪
- 血に叫ぶ曠野